# Klym Tschurjumow

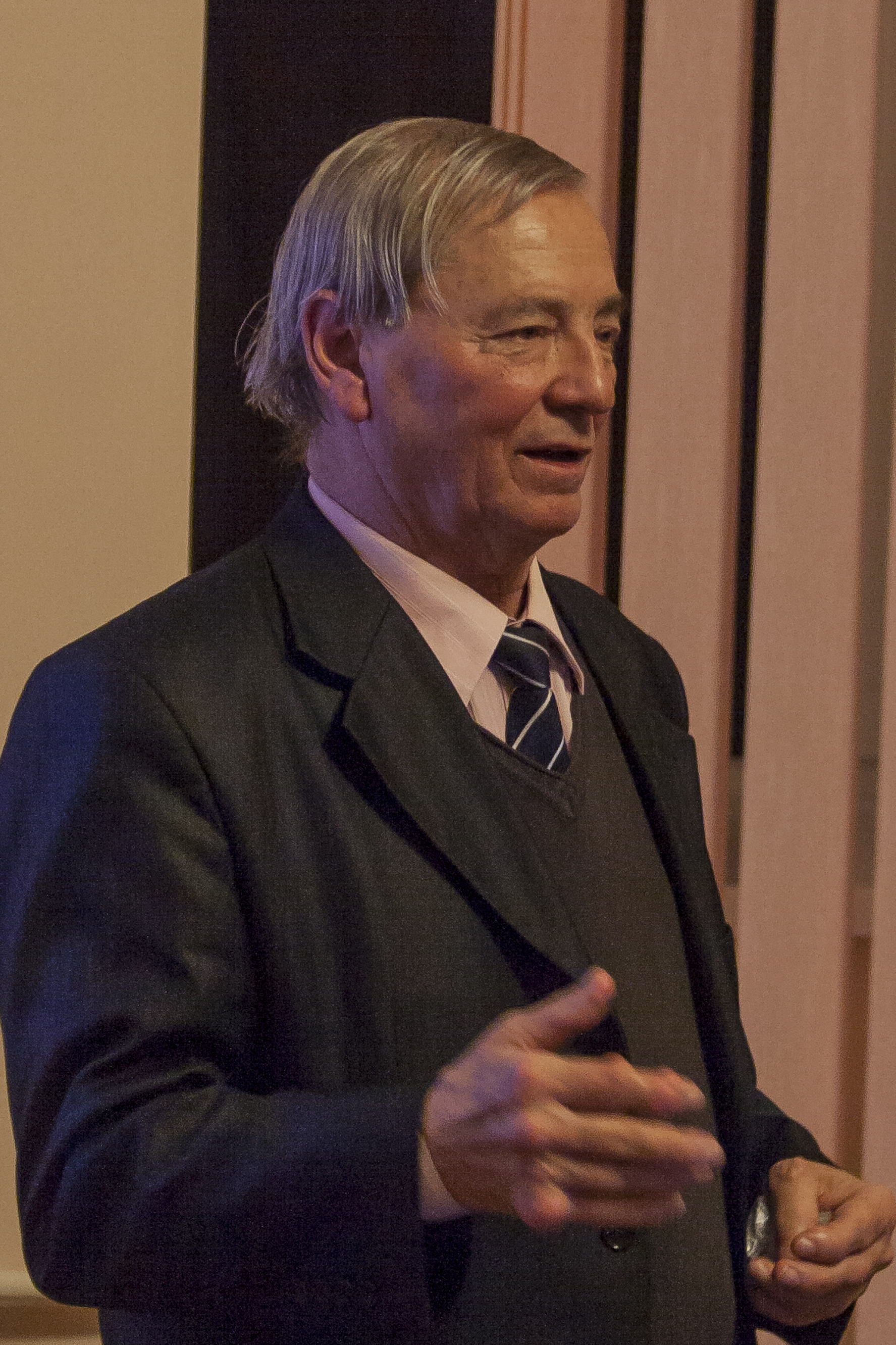
Klym Tschurjumow

Klym Tschurjumow (ukrainisch Клим Чурю́мов; * 19. Februar 1937 in Mykolajiw, Ukrainische SSR, Sowjetunion; † 15. Oktober 2016 in Charkiw, Ukraine) war ein sowjetischer und ukrainischer Astronom und Kinderbuchautor. Er war korrespondierendes Mitglied der Akademie der Wissenschaften der Ukraine in Kiew und der New Yorker Akademie. Tschurjumow war Direktor des Kiewer Planetariums und Chefredakteur der populärwissenschaftlichen Zeitschrift Наше Небо („Nasche Nebo“, „Unser Himmel“), sowie Präsident der ukrainischen Gesellschaft der Freunde der Astronomie.
Der von ihm 1969 entdeckte und ab Sommer 2014 von der Raumsonde Rosetta erkundete Komet Tschurjumow-Gerassimenko ist nach ihm und nach Swetlana Gerassimenko benannt. Nach ihm ist der Asteroid (2627) Churyumov benannt.